# Stacklands
Stacklands é um videogame de simulação de construção e gerenciamento baseado em cartas desenvolvido e publicado pelo desenvolvedor independente Sokpop Collective . Foi lançado para Microsoft Windows e macOS em 31 de março de 2022. Neste jogo, o jogador empilha cartas para criar recursos, construir estruturas e lutar contra criaturas.
Stacklands é um jogo de construção, gerenciamento e sobrevivência de vilas baseado em cartas que também possui elementos roguelike. O jogador arrasta cartas em um tabuleiro e as empilha ("stack") umas sobre as outras para que interajam entre si e assim criem recursos, coletem alimentos, construam estruturas e lutem contra criaturas. Arrastar uma carta de aldeão para uma carta de arbusto de frutas silvestres, por exemplo, fará com que as frutas sejam colhidas lentamente. O jogo começa com um único aldeão e alguns recursos a partir dos quais o jogador constrói e desenvolve uma aldeia ao longo do tempo.
As cartas podem ser vendidas por moedas (elas próprias representadas como cartas que não se pode vender) a qualquer momento, que podem então ser usadas para comprar vários pacotes de cartas ("booster packs"). Os pacotes contêm várias cartas que podem ser usadas para expandir a vila, entre outras coisas.

## Desenvolvimento
Stacklands foi desenvolvido pelo estúdio holandês Sokpop Collective, utilizando o motor de jogo Unity. Foi lançado inicialmente para Microsoft Windows e macOS em 31 de março de 2022. É o 90º jogo lançado pela Sokpop como parte de seu modelo de assinatura mensal via Patreon .
A DLC para o jogo, intitulada Cursed Worlds, foi anunciada em abril de 2022; sendo lançada em 25 de julho de 2023.

## Recepção
Christopher Livingston e Jonathan Bolding da PC Gamer escreveram favoravelmente sobre o jogo, assim como Alice O'Connor da Rock Paper Shotgun. Nicole Clark, da Polygon, chamou-o de "um dos roguelites baseados em cartas mais imediatamente acessíveis e envolventes que joguei este ano". Em um resumo dos melhores jogos de cartas para Windows, PCGamesN o chamou de "um ótimo jogo de cartas para terminar em um fim de semana".
Stacklands foi indicado para Excelência em Design no 25º Festival Anual de Jogos Independentes, e para Melhor Jogo, Melhor Inovação e Melhor Design de Jogo no Dutch Game Awards, onde além de ganhar Melhor Inovação, seu desenvolvedor, Sokpop Collective, foi premiado com o prêmio "Feito Maravilhoso" (no inglês original: Awesome Achievement).